# Kuban
Der Kuban (russisch Кубань, fem., adygeisch Псыжъ [psəʐ], kabardinisch Псыжь [psəʑ]) ist ein Zufluss des Asowschen Meers im nördlichen Kaukasus.

## Verlauf
Von den Westhängen des Elbrus aus fließt der Kuban über insgesamt 870 Kilometer an der Nordflanke des Großen Kaukasus in nördliche Richtungen, wendet sich am Südrand des Stawropoler Höhenzuges bei Stawropol allmählich nach Westen und erreicht schließlich bei Temrjuk das Asowsche Meer. Der Kuban hat ein Einzugsgebiet von 57.900 km². Südöstlich von Slawjansk-na-Kubani zweigt der nördlich fließende, 133 km lange und schiffbare Mündungsarm Protoka ab, der ebenfalls ins Asowsche Meer mündet, wie auch eine Reihe weiterer, kleinerer Mündungsarme, die mehrere Limanen speisen. Die größten sind der Kurtschanski-Liman östlich und der Achtanisowski-Liman westlich von Temrjuk. Südlich von Temrjuk zweigt vom Hauptarm in südwestlicher Richtung ein kleiner, Staraja Kuban (Alter Kuban), weiter unterhalb auch Kubanka oder Jakuschkino Girlo genannter Arm ab, der dem Kisiltaschski-Liman mit Verbindung zum Schwarzen Meer zufließt.
Der Kuban ist schiffbar. Bedeutendster Nebenfluss ist die Laba.
Neben der größten Stadt an den Ufern des Kuban, Krasnodar, durchfließt er auch Tscherkessk, die Hauptstadt der autonomen Republik Karatschai-Tscherkessien.

## Geschichte
Nach dem Fluss Kuban ist die gesamte Region benannt, die er durchfließt. Das Kuban-Gebiet ist heute wirtschaftlich aufgrund der Landwirtschaft bedeutend, war es insbesondere um die Mitte des 20. Jahrhunderts aber auch wegen der Erdölvorkommen, beispielsweise um Maikop. Im Zweiten Weltkrieg war es daher eines der vorrangigen Ziele der deutschen Wehrmacht im Osten. Nach dem Abbruch der im Sommer 1942 begonnenen, aber letztlich erfolglosen deutschen Kaukasus-Offensive am 28. Dezember 1942 wurde während des anschließenden deutschen Rückzugs westlich des unteren Kuban ein Brückenkopf auf der Taman-Halbinsel befestigt, der bis zum 9. Oktober 1943 hinein gehalten werden konnte und so den Rückzug eines Großteils der Truppen der Heeresgruppe A aus dem Kaukasus ermöglichte.